# Kurt Blumenfeld
Kurt Blumenfeld, né le 29 mai 1884 à Marggrabowa, arrondissement d'Oletzko (alors en province de Prusse-Orientale) et mort le 21 mai 1963 à Jérusalem, est un militant sioniste, d’origine allemande.

## Biographie
Il a été le secrétaire général de l’Organisation sioniste mondiale de 1911 à 1914; ami de Hannah Arendt, son mentor pour les affaires juives, lié d'amitié avec Gershom Scholem. 
Dans le film Hannah Arendt de Margarethe von Trotta (2012), il est interprété par Michael Degen (en).
Dans ce film la réalisatrice fait dire à Blumenfeld des phrases écrites par Gershom Scholem dans sa correspondance avec Hannah Arendt.